# Castillo de Olivenza
El Castillo de Olivenza es una fortaleza situada en la población española del mismo nombre, situada en la provincia de Badajoz (Extremadura), en la frontera con Portugal. Construido en el siglo XIII.

## Historia
La torre del homenaje fue levantada por la Orden del Temple a la que Alfonso IX de León cedió la aldea como pago por su ayuda en la conquista de la taifa de Badajoz. Tras pasar a manos portuguesas, don Dinís lo amuralló en 1298. Más tarde, en 1488, don Joao ordenó levantar la torre del homenaje que resultó ser la más alta de Portugal. Tras pasar por manos portuguesas, españolas y francesas, Olivenza pertenece al reino de España desde 1801. Resultó muy dañado durante la guerra de la Independencia y por el abandono posterior.
Una parte del Museo Etnográfico Extremeño González Santana se encuentra instalado en la torre del homenaje.

## Descripción
Es una torre amurallado, con muros muy gruesos y altos de mampostería, y grandes torres de paredes ciegas. La defensa se llevaba a cabo desde los matacanes, ya que no tiene almenas.
Tenía tres puertas, de las que se conservaban dos: la de Alconchel, con un arco de medio punto y defendida por dos torres, y la del Los Ángeles, también de medio punto pero rematada por un frontón. La puerta de San Sebastián fue reconstruida en 2006.
La torre del homenaje mide 40 metros de altura y 18 de lado y tiene tres pisos, de los que destaca la decoración del último. Se accede a ella por diecisiete rampas con cubierta de bóveda, por las cuales un animal de carga puede subir. Fue construida con fines militares.
Como apoyo defensivo, durante la etapa portuguesa se construyeron atalayas de vigilancia, para comunicar al castillo los movimientos de tropas españolas.

## Otros recintos próximos
- Recinto abaluartado de Badajoz